# 274 v. Chr.
Portal Geschichte | Portal Biografien | Aktuelle Ereignisse | Jahreskalender | Tagesartikel

◄ |
4. Jahrhundert v. Chr. |
3. Jahrhundert v. Chr. |
2. Jahrhundert v. Chr. |
►

◄ | 290er v. Chr. | 280er v. Chr. | 270er v. Chr. | 260er v. Chr. |
250er v. Chr. |
►

◄◄ | ◄ | 277 v. Chr. | 276 v. Chr. | 275 v. Chr. | 274 v. Chr. |
273 v. Chr. |
272 v. Chr. |
271 v. Chr. |
► |
►►
Staatsoberhäupter

## Ereignisse
- Beginn des Ersten Syrischen Krieges (bis 271 v. Chr.) zwischen Ägypten unter Ptolemaios II. und dem Seleukidenreich unter Antiochos I. Ptolemaios marschiert in den seleukidischen Teil Syriens ein. Magas von Kyrene verbündet sich mit dem Seleukidenreich, muss einen Angriff auf Ägypten aber abbrechen, als Kyrene von den nomadischen Marmariden bedroht wird.